# Bílý dům (Libeň)

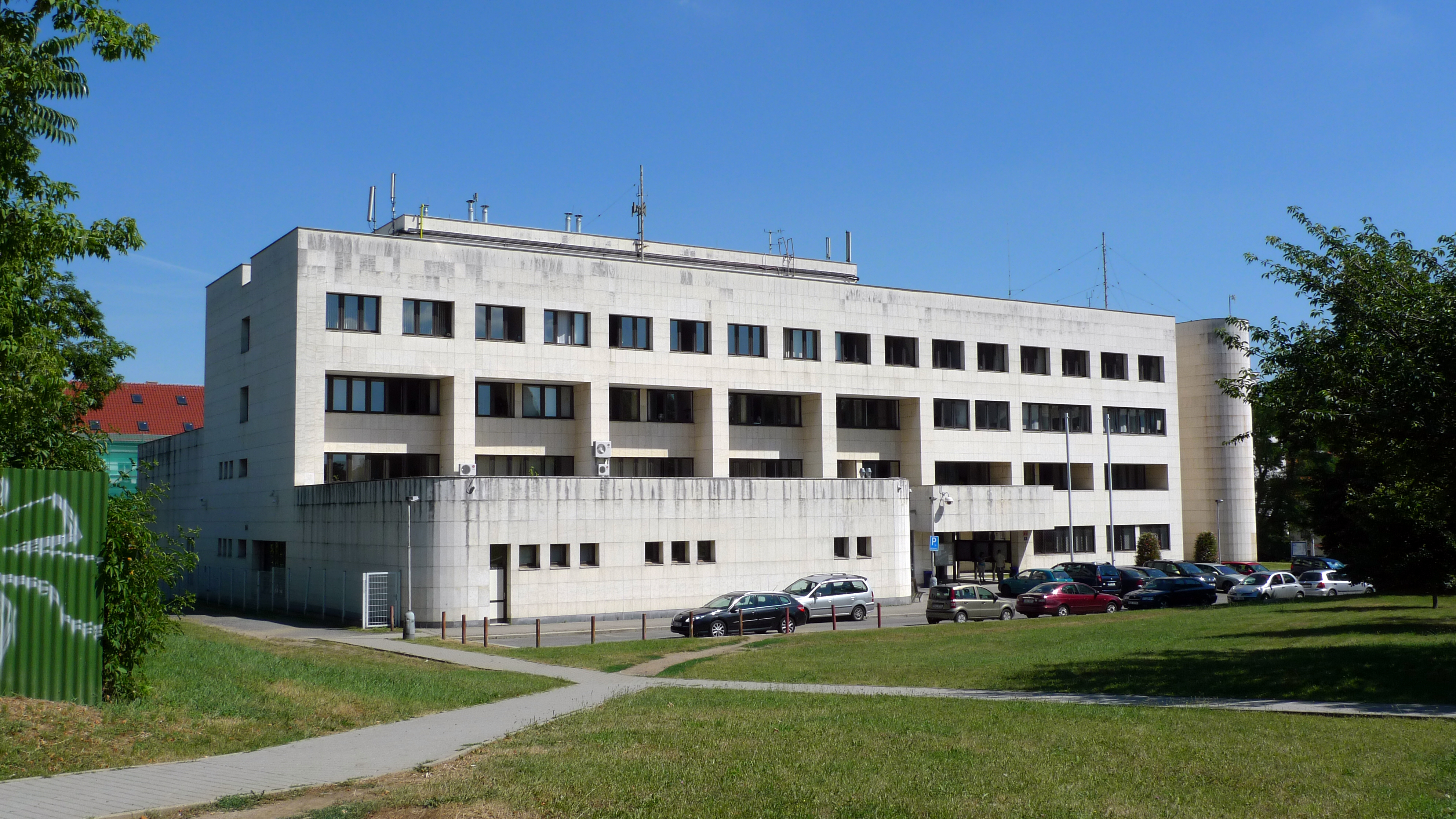
Bílý dům od Grabovy vily

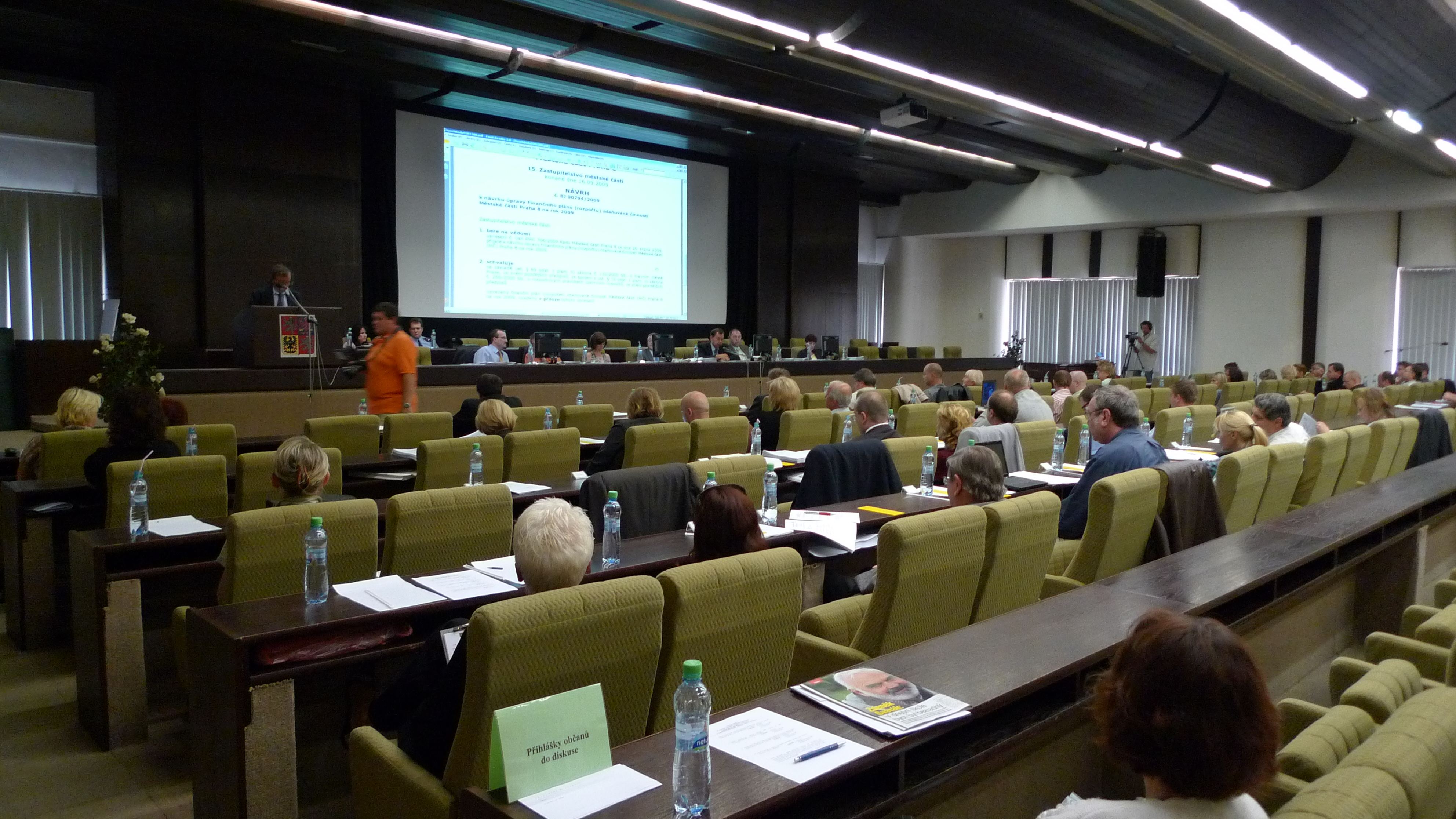
Jednací sál zastupitelstva v Bílém domě

Bílý dům je zvykové označení administrativní budovy Úřadu městské části Praha 8, která stojí mezi ulicemi U Meteoru a Zenklova. Své jméno získala podle barvy kamene, kterým je obložena jeho fasáda.
Architekty objektu byli Karel Koutský a Jan Kozel.

## Historie
Bílý dům byl postaven na konci 80. let 20. století pro účely obvodního výboru Komunistické strany Československa. Ještě před kolaudací proběhla sametová revoluce, díky čemuž se komunisté do domu nenastěhovali.
Po sametové revoluci byl dům několik let využíván základní uměleckou školou. Ta nyní po přestěhování využívá prostory v Klapkově ulici 25.

## Současnost
Dnes zde sídlí významná část Úřadu městské části Praha 8 (zbylé odbory jsou v Libeňském zámku, v Grabově vile a v nedalekých provizorních domcích). V Bílém domě se také schází Zastupitelstvo městské části Praha 8.
Celková zanedbanost veřejných prostranství v okolí Bílého domu je způsobena zejména stavební uzávěrou pro stavbu silničního Městského okruhu v úseku Pelc-Tyrolka – Balabenka a související Libeňské spojky.